# Cadaqués
Cadaqués is een gemeente en vissersdorp in de comarca Alt Empordà (provincie Girona) in de Spaanse regio Catalonië. De gemeente heeft een oppervlakte van 27 km² en telt 2.837 inwoners (1 januari 2016).
Het in een baai nabij Cap de Creus gelegen dorp was tot het eind van de 19e eeuw praktisch afgesloten van de rest van de historische regio Empordà (het huidige Alt Empordà en Baix Empordà). In het verleden was Cadaqués afhankelijk van de visserij en de wijnbouw. De afgelegen locatie maakte het echter sinds het begin van de 20e eeuw in toenemende mate aantrekkelijk voor toeristen. Hiernaast vestigden een aantal bekende Spaanse kunstenaars zich in het pittoreske dorpje. Federico García Lorca, Pablo Picasso en Joan Miró droegen bij aan de bekendheid van Cadaqués. Ook vele anderen bezochten het plaatsje. De surrealistische kunstenaar Salvador Dalí had een villa in het even buiten Cadaqués gelegen Port Lligat. Sinds 1997 is deze villa een museum. Het Casa-Museu Salvador Dalí is opengesteld voor het publiek.
Tegenwoordig kan het aantal bezoekers in de zomermaanden oplopen tot het tienvoudige van het inwoneraantal.

## Demografische ontwikkeling
Bron: INE, 1857-2011: volkstellingen

## Geboren in Cadaqués
- Carles Rahola i Llorens (1881-1939), journalist en historicus, slachtoffer van de franquistische repressie

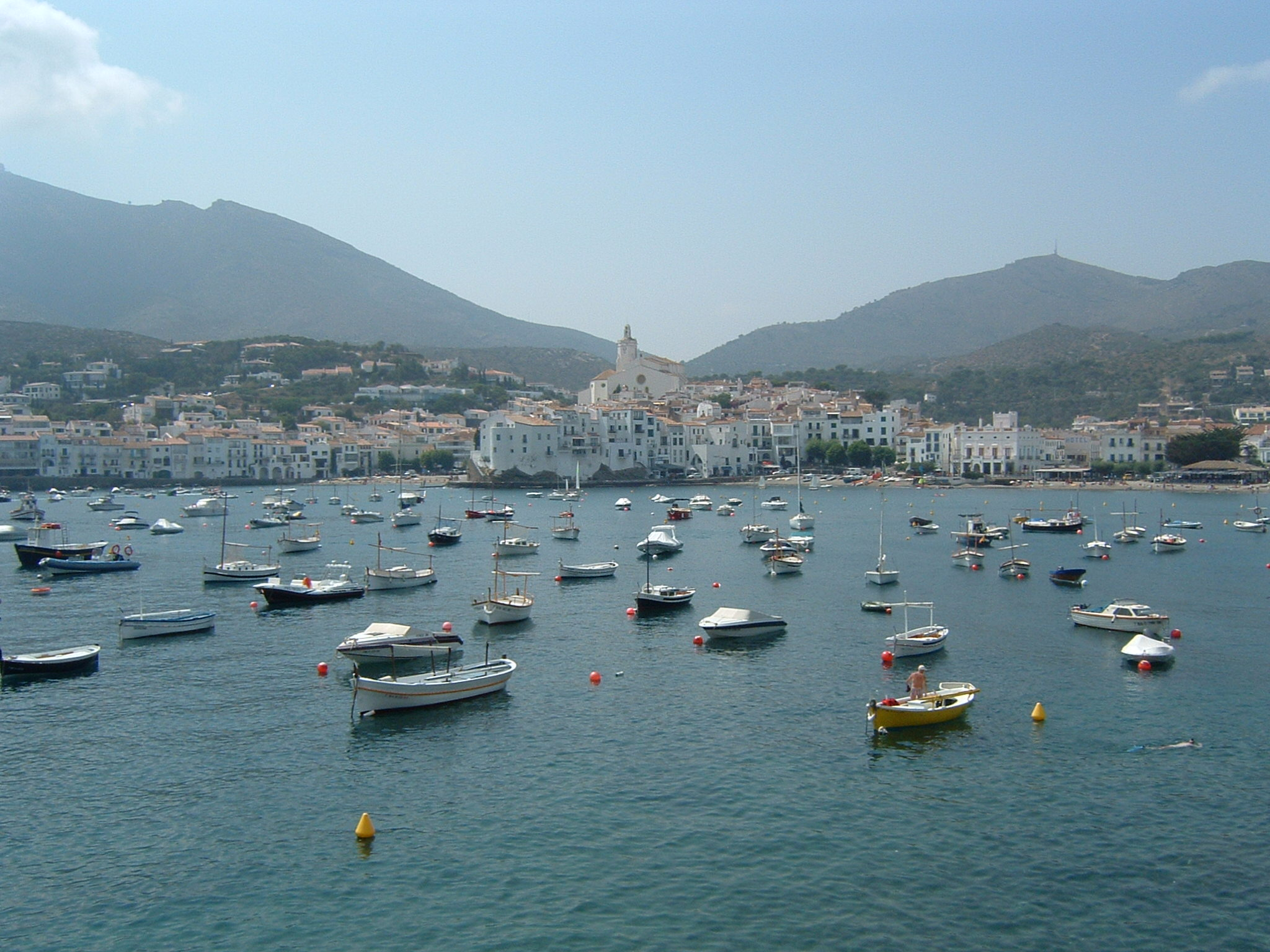
Zicht op de haven van Cadaqués

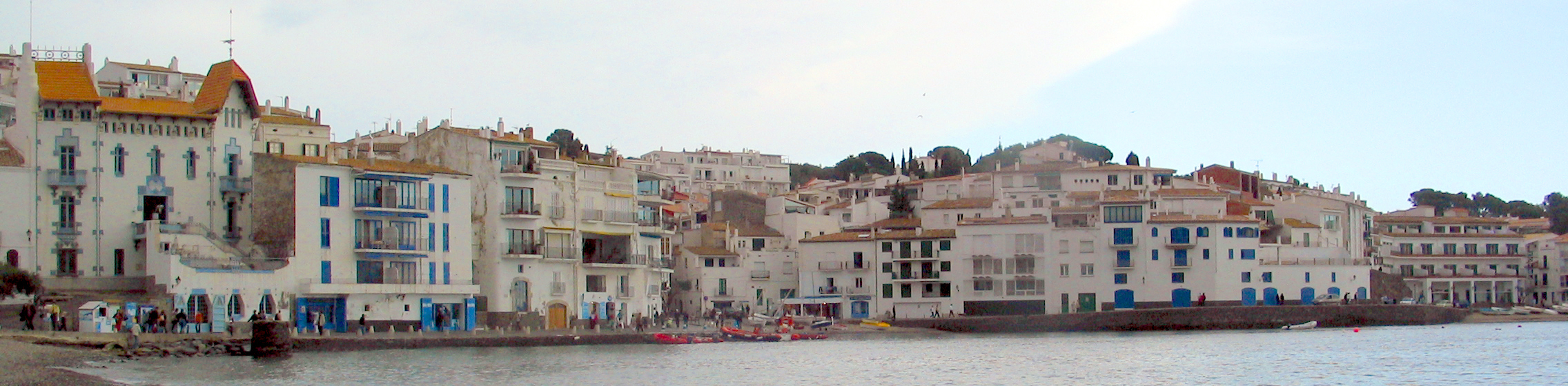
De kustlijn van Cadaqués

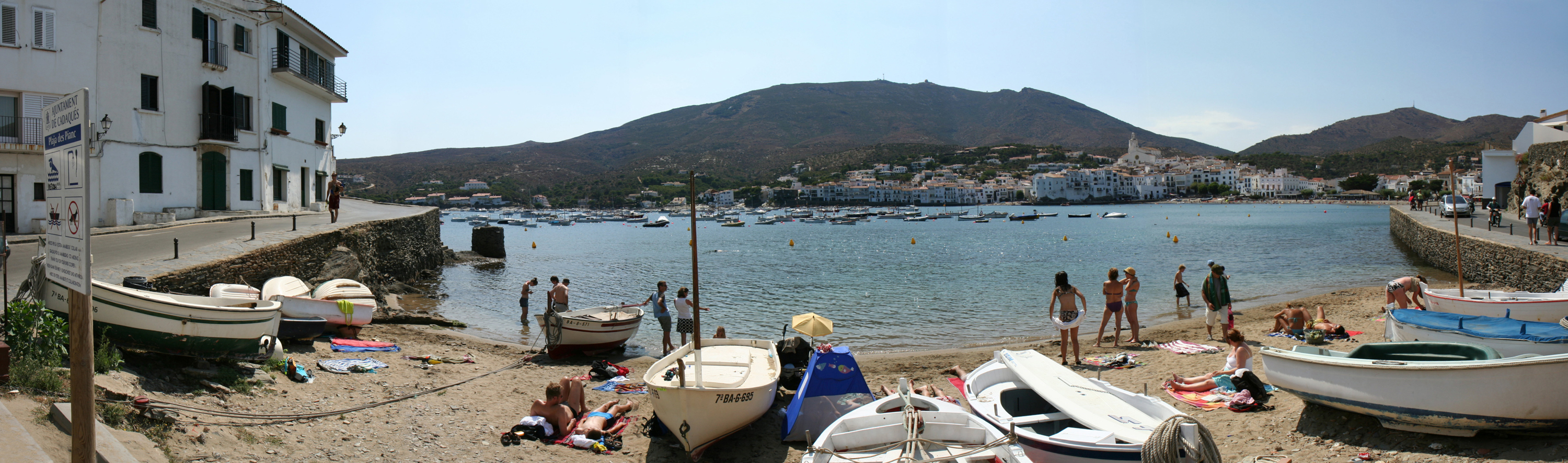
Panorama van Cadaqués met het centrum aan de overzijde